# 莫尔港
莫尔港（法語：Port-Mort，法語發音：[pɔʁ mɔʁ]）是法国厄尔省的一个市镇，属于莱桑德利区。

## 地理
莫尔港（49°10'8"N, 1°24'24"E）面积12.17 平方千米，位于法国诺曼底大区厄尔省，该省份为法国北部内陆省份，北起滨海塞纳省，西接奧恩省和卡爾瓦多斯省，南至厄尔-卢瓦省，东临瓦兹省、瓦兹河谷省和伊夫林省。
与莫尔港接壤的市镇（或旧市镇、城区）包括：布阿夫勒、塞纳河畔库尔塞勒、加永、埃讷济、利勒圣母村、圣皮埃尔拉加雷讷。

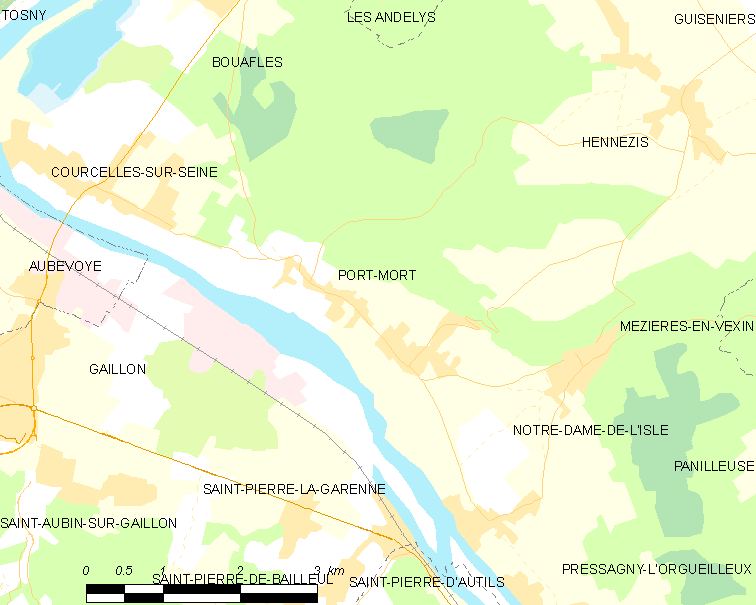
莫尔港的OSM定位图

莫尔港的时区为UTC+01:00、UTC+02:00（夏令时）。

## 行政
莫尔港的邮政编码为27940，INSEE市镇编码为27473。

## 政治
莫尔港所属的省级选区为莱桑德利县。

## 人口

1962-2008年间莫尔港人口变化图示

莫尔港于2022年1月1日时的人口数量为891人。